# Зінченко Олександр Павлович
Олександр Павлович Зінченко — український вчений у галузі зоології, ентомолог, фахівець з мошок (Simuliidae), доцент (1996), кандидат біологічних наук (1993), доцент кафедри зоології факультету біології та лісового господарства Волинського національного університету імені Лесі Українки (Луцьк). Автор понад 180 наукових праць, зокрема 5 монографій та 3 словників і статей у провідних міжнародних наукових журналах, в тому числі у «Biosystems Diversity». Описав новий для науки вид мошок Simulium kachvorjanae Usova & Zinchenko, 1991.

## Життєпис
У 1976—1981 роках навчався на біологічному факультеті Донецького державного університету. Впродовж 1983—1986 років навчався в аспірантурі при кафедрі зоології Донецького державного університету. У 1993 році захистив кандидатську дисертацію на тему «Мошки групи morsitans (Diptera, Simuliidae) фауни України» у вченій раді Інституту зоології АН УРСР (науковий керівник Усова Зінаїда Василівна). З 1990 року працює в Луцькому педагогічному інституті (згодом Волинський державний університет і Східноєвропейський національний університет). У 1996 році здобув звання доцента. У Волинському національному університеті імені Лесі Українки працював на посадах заступника декана біологічного факультету, начальника відділу аспірантури, докторантури і наукового стажування, проректора з навчальної роботи, завідувача кафедри зоології. Зараз працює доцентом кафедри зоології.

## Членство у наукових товариствах
- Українське наукове товариство паразитологів
- ГО «Українське ентомологічне товариство»

## Деякі найважливіші наукові праці

### Монографії та словники
- Зінченко О. П., Сухомлін К. Б. Українсько—російсько—латинський ентомологічний словник: термінологія і номенклатура: У 2 т. Т. 1. Термінологія. / Укр. ентомол. тов—во; Волинський держ. ун—т ім. Лесі Українки. — Луцьк: РВВ «Вежа» Волинського державного університету ім. Лесі Українки, 2002. — 226 с.
- Зінченко О. П., Сухомлін К. Б. Українсько—російсько—латинський ентомологічний словник: термінологія і номенклатура: У 2—х т. Т. 2. Номенклатура. / Українське ентомологічне товариство; Волинський держ. ун—т ім. Лесі Українки. — Луцьк: РВВ «Вежа» Волинського державного університету ім. Лесі Українки, 2002. — 428 с.
- Російсько—український тлумачний словник основних біологічних i медичних термінів / За редакцією В.С.Пикалюка. — Сімферополь: Видавничний відділ КДМУ, 2004. — 328 с.
- Сухомлін К. Б., Зінченко О. П. Мошки (Diptera, Simuliidae) Волинського Полісся: монографія. — Луцьк: РВВ «Вежа» Волинського держ. ун—ту ім. Лесі Українки, 2007. — 308 с.
- Каплич В. М., Сухомлин Е. Б., Зинченко А. П. Определитель мошек (Diptera: Simuliidae) Полесья. — Минск: Новое знание, 2012. — 477 с.
- Природа Західного Полісся, прилеглого до Хотиславського кар'єру в Білорусі / Зузук Ф. В., Сухомлін К. Б., Ільїн Л. В., Мельничук В. Г. та ін. — Монографія — Луцьк: ПП Іванюк В. П., 2014. — 246 с.
- Каплич В. М., Сухомлин Е. Б., Зинченко А. П. Мошки (Diptera: Simuliidae) смешанных лесов Европы — Монографія — Минск: Новое знание, 2015. — 464 с.
- Шацьке поозер’я. Т. 8 : Тваринний світ : кол. моногр. [Електронне видання] / за ред. П. Я. Кілочицького ; Східноєвропейський національний університет імені Лесі Українки.— Луцьк : Вежа—Друк, 2016. — 611 с.  [Архівовано 15 листопада 2021 у Wayback Machine.]

### Статті
- Усова З. В., Зинченко А. П. Simulium kachvorjanae sp. n. (Diptera: Simuliidae) из лесостепной зоны Украины // Паразитология. – 1991. – Вып. 25. - №6. – С. 551-555.
- Усова З. В., Зинченко А. П. Новый вид мошки (Diptera, Simuliidae) из лесостепной зоны Украины // Вестн. зоол. – 1992. – №2. – С. 74-77.
- Sukhomlin K., Zinchenko O., Zinchenko M.The Adaptation of Bloodsucking Black Flies to Feeding on Warm—blooded Animals // Науковий вісник Східноєвропейського національного ун—ту імені Лесі Українки. Серія Біологічні науки. — Луцьк, 2017. — № 7 (356). — С. 157—163.
- Сухомлін К. Б, Зінченко О. П., Зінченко М. О. Попередній аналіз фауни мошок (Simuliidae, Diptera) в межах Ківерцівського НПП Цуманська пуща» // Природа Західного Полісся та прилеглих територій : Збірник наукових праць / за заг. ред. Ф. В. Зузука. — Луцьк : Східноєвропейський національний ун—т імені Лесі Українки, 2018. — № 15. — С. 165—170.  [Архівовано 15 листопада 2021 у Wayback Machine.]
- Сухомлін К. Б., Зінченко О. П. Фауна та біологія мошок (Simuliidae, Diptera) у межах НПП «Прип’ять—Стохід» // Науковий вісник Східноєвропейського національного ун—ту імені Лесі Українки. Серія Біологічні науки. — Луцьк, 2018. — № 8(381). — С. 61—67.
- Сухомлін К. Б., Зінченко О. П., Зінченко М. О. Комахи інфракласів Palaeoptera та Neoptera відділу Hemimetabola Ківерцівського національного природного парку «Цуманська пуща»: попередні дослідження // Природа Західного Полісся та прилеглих територій : зб. наук. пр. / за заг. ред. Ф. В. Зузука. Луцьк, 2019. — № 16. — С. 215—220.  [Архівовано 15 листопада 2021 у Wayback Machine.]
- Зінченко О., Сухомлін К., Зінченко М. Комахи надряду Mecopteroidea Ківерцівського національного природного парку «Цуманська пуща»: попередні дослідження // Науковий вісник Східноєвропейського національного університету імені Лесі Українки. Серія: Біологічні науки, 2019, 4 (388). — С. 78—86.
- Зінченко О. П., Сухомлін К. Б., Зінченко М. О.  Комахи надрядів Neuropteroidea та Hymenopteroidea Ківерцівського національного природного парку «Цуманська пуща»: попередні дослідження // Природа Західного Полісся та прилеглих територій : зб. наук. пр. / за заг. ред. Ф. В. Зузука. Луцьк : Східноєвроп. нац. ун—т ім. Лесі Українки, 2019. № 16. — С.202—206.  [Архівовано 15 листопада 2021 у Wayback Machine.]
- Zinchenko M. O., Sukhomlin K. B., Zinchenko O. P., Tepliuk V. S. The biology of Simulium noelleri and Simulium dolini: morphological, ecological and molecular data // Biosystems Diversity. — 2021. — 29(2). — P. 180—184.